# Stine Lise Hattestad
Stine Lise Hattestad Bratsberg (* 30. April 1966 in Oslo) ist eine ehemalige norwegische Freestyle-Skierin. Sie war auf die Buckelpisten-Disziplin Moguls spezialisiert, bestritt anfangs aber auch Wettbewerbe im Ballett. In der Disziplin Moguls wurde sie 1993 Weltmeisterin und 1994 Olympiasiegerin. Daneben gewann sie zweimal die Disziplinenwertung und zehn Einzelwettkämpfe im Weltcup.

## Biografie

### Sportliche Laufbahn
Stine Lise Hattestad gewann 1984 im Alter von 17 Jahren in der Disziplin Aerials ihren ersten von insgesamt 14 norwegischen Meistertiteln. Im Dezember desselben Jahres gab sie in Tignes ihr Debüt im Freestyle-Skiing-Weltcup und trat in den Disziplinen Ballett und Moguls an. In ihrer zweiten Saison gelang es ihr, sich in beiden Wettbewerben konstant unter den besten zehn zu klassieren, womit sie die Disziplinenwertungen auf den Rängen sieben und acht abschloss. Auch bei ihren ersten Weltmeisterschaften in Tignes beendete sie beide Wettkämpfe in den Top 10.
In der Folge konzentrierte sich Hattestad voll auf die Buckelpiste und musste sich 1986/87 in der Weltcup-Disziplinenwertung nur der Französin Raphaëlle Monod geschlagen geben. Im folgenden Winter feierte sie ihre ersten beiden Weltcupsiege und konnte die Wertung erstmals für sich entscheiden. Beim Demonstrationswettbewerb im Rahmen der Olympischen Spiele 1988 belegte sie Rang vier. Nach zwei Siegen zu Beginn der Saison 1988/89 verpasste sie die Weltmeisterschaften am Oberjoch und konnte in den drei Jahren danach nicht mehr ganz an ihre frühere Form anknüpfen. Im Februar 1992 gewann sie bei den Olympischen Spielen von Albertville die Bronzemedaille.
Ihre stärkste Saison hatte Hattestad 1992/93. Sie feierte fünf ihrer insgesamt zehn Weltcupsiege, entschied erneut die Disziplinenwertung für sich und kürte sich in Altenmarkt-Zauchensee zur Weltmeisterin. Im Februar 1994 gewann sie zur Freude des Heimpublikums die olympische Goldmedaille im Finale von Lillehammer und wurde damit zur ersten Freestyle-Olympiasiegerin ihres Landes. Nach drei zweiten Plätzen in Serie beendete sie die Saison zum vierten Mal in ihrer Karriere auf Platz zwei der Moguls-Disziplinenwertung.
Im Anschluss an die Olympiasaison trat Hattestad im Alter von 27 Jahren vom aktiven Leistungssport zurück.

### Weitere Karriere
Stine Lise Hattestad erwarb sich ein Diplom an der BI Norwegian Business School und ist seither in der Privatwirtschaft tätig. Sie begann als PR-Beraterin bei Burson-Marsteller und konzentrierte sich im Lauf ihrer Karriere auf die Bereiche Corporate Social Responsibility und Entwicklung nachhaltiger Geschäftsstrategien. Ein von ihr mitbegründetes Unternehmen verkaufte sie an die Londoner Aegis Media Group. 2009 gründete sie ein zweites Unternehmen, das unter anderem mit dem norwegischen Außenministerium bei der Umsetzung der Nachhaltigkeitsziele der Vereinten Nationen zusammenarbeitete. Daneben kooperierte ihre Firma mit verschiedenen weiteren Organisationen und Unternehmen im In- und Ausland, darunter Flytoget, Hurtigruten, Tomra Systems oder die Gemeinde Asker. Hattestad ist Co-Vorsitzende des UN-Programms Safe Planet zur Sicherung der menschlichen Umwelt und Gesundheit gegen gefährliche Chemikalien und Abfälle sowie Vorstands- und Ratsmitglied mehrerer Vereine und Organisationen, unter anderem der SOS-Kinderdörfer.
Hattestad ist verheiratet und Mutter von zwei Kindern.

## Erfolge

### Olympische Spiele
- Calgary 1988: 4. Moguls (Demonstrationswettbewerb)
- Albertville 1992: 3. Moguls
- Lillehammer 1994: 1. Moguls

### Weltmeisterschaften
- Tignes 1986: 9. Moguls, 10. Ballett
- Calgary 1988: 4. Moguls
- Lake Placid 1991: 6. Moguls
- Altenmarkt-Zauchensee 1993: 1. Moguls

### Weltcupwertungen
| Saison  | Gesamt | Gesamt | Moguls | Moguls | Ballett | Ballett |
| Saison  | Platz  | Punkte | Platz  | Punkte | Platz   | Punkte  |
| ------- | ------ | ------ | ------ | ------ | ------- | ------- |
| 1984/85 | 37.    | 2      | 19.    | 11     | 26.     | 2       |
| 1985/86 | 5.     | 13     | 8.     | 29     | 7.      | 27      |
| 1986/87 | 10.    | 10     | 2.     | 72     | –       | –       |
| 1987/88 | 6.     | 10     | 1.     | 72     | –       | –       |
| 1988/89 | 15.    | 8      | 6.     | 57     | –       | –       |
| 1989/90 | 28.    | 6      | 9.     | 35     | –       | –       |
| 1990/91 | 10.    | 10     | 2.     | 78     | –       | –       |
| 1991/92 | 7.     | 10     | 2.     | 84     | –       | –       |
| 1992/93 | 8.     | 97     | 1.     | 876    | –       | –       |
| 1993/94 | 10.    | 94     | 2.     | 756    | –       | –       |

### Weltcupsiege
Hattestad errang im Weltcup 44 Podestplätze, davon 10 Siege:
| Datum             | Ort          | Land        | Disziplin |
| ----------------- | ------------ | ----------- | --------- |
| 6. Februar 1988   | Madarao      | Japan       | Moguls    |
| 5. März 1988      | Oberjoch     | Deutschland | Moguls    |
| 17. Dezember 1988 | La Plagne    | Frankreich  | Moguls    |
| 13. Januar 1989   | Lake Placid  | USA         | Moguls    |
| 16. Januar 1993   | Breckenridge | USA         | Moguls    |
| 22. Januar 1993   | Lake Placid  | USA         | Moguls    |
| 30. Januar 1993   | Le Relais    | Kanada      | Moguls    |
| 17. März 1993     | Livigno      | Italien     | Moguls    |
| 27. März 1993     | Lillehammer  | Norwegen    | Moguls    |
| 8. Februar 1994   | Hundfjället  | Schweden    | Moguls    |

### Weitere Erfolge
- 14 norwegische Meistertitel in den Disziplinen Aerials, Ballett und Moguls
- Vizeeuropameisterin im Moguls 1987